# Orthocis alni
Orthocis alni är en skalbaggsart som först beskrevs av Leonard Gyllenhaal 1813.  Orthocis alni ingår i släktet Orthocis, och familjen trädsvampborrare. Arten är reproducerande i Sverige.